# Костаки, Георгий Дионисович
Гео́ргий Диони́сович Коста́ки (греч. Γεώργιος Κωστάκης, прозвище — Грек; 20 июня [3 июля] 1913, Москва — 9 марта 1990, Афины) — советский коллекционер греческого происхождения и гражданства; крупнейший коллекционер русского авангарда.

## Биография
Родился в 1913 году в Москве в семье греческого коммерсанта, иммигранта с острова Закинф Дионисия Спиридоновича Костаки и Елены Эммануиловны Костаки. Был третьим из пяти детей. Имел греческое гражданство. Работая в 1930-е годы шофёром в греческом посольстве, возил дипломатических работников в антикварные магазины и постепенно сам втянулся в коллекционирование.
Я собирал и старых голландцев, и фарфор, и русское серебро, и ковры, и ткани. Но я всё время думал о том, что если буду продолжать всё в том же духе, то ничего нового в искусство не принесу. Всё то, что я собирал, уже было и в Лувре, и в Эрмитаже, да, пожалуй, и в каждом большом музее любой страны, и даже в частных собраниях. Продолжая в том же духе, я мог бы разбогатеть, но… не больше. А мне хотелось сделать что-то необыкновенное.

Как-то совершенно случайно попал я в одну московскую квартиру… Там я впервые увидел два или три холста авангардистов, один из них — Ольги Розановой… Работы произвели на меня сильнейшее впечатление. <…> И вот я купил картины авангардистов, принёс их домой и повесил рядом с голландцами. И было такое ощущение, что я жил в комнате с зашторенными окнами, а теперь они распахнулись и в них ворвалось солнце. С этого времени я решился расстаться со всем, что успел собрать, и приобретать только авангард. Произошло это в 1946 году.
С 1940 года он был шофёром в английском посольстве. Затем перешёл в посольство Канады, где в течение 37 лет, с 1942 по 1979 год работал завхозом. Заведовал местной советской прислугой посольства: шоферами, садовниками, поварами и горничными, ежедневно отчитываясь перед самым младшим чиновником посольства. Имел высокую зарплату и дипломатический статус.
Собрал большую коллекцию живописи. Она хранилась и выставлялась прямо в квартирах Костаки: сначала на Ленинском проспекте, потом на проспекте Вернадского. Здесь собирались большие компании — художники, поэты, музыканты. В гостях у Костаки в разное время побывали Лев Ландау, Марк Шагал, Гленн Гульд, Игорь Стравинский, Микеланджело Антониони, Дэвид Рокфеллер.
Владел также коллекцией старинной русской игрушки, которую выкупил у наследников актера Николая Церетелли.
В 1973 году ездил по миру с серией лекций по русскому искусству, в том числе 9 октября 1973 выступил с лекцией в Музее Гуггенхайма в Нью-Йорке.
В 1977 году уехал со своей семьёй из СССР в Грецию. При этом меньшую часть коллекции вывез с собой, большую был вынужден подарить Третьяковской галерее, музею имени Андрея Рублева (коллекцию икон), музею-заповеднику «Царицыно».
В 1988 году находился на лечении в Стокгольме, так как не доверял греческим больницам, так же как ранее советским. Скончался в 1990 году. После его смерти греческое государство выкупило часть коллекции Костаки и поместило её в основанном в 1997 году Государственном музее современного искусства в Салониках.

### Семья
- Жена — Зинаида Семёновна Костаки.

Отец сам не пел, но он играл на гитаре и часто аккомпанировал маме. Она действительно была очень красива, её даже когда-то приглашали сниматься в кино. Папа влюбился в неё с первого взгляда и чуть ли не через месяц знакомства предложил выйти за него замуж. Когда они поженились, им было по девятнадцать лет, в двадцать лет мама уже родила первого ребёнка. Детей в семье было четверо, три дочери и сын. Конечно, мама, вспоминая иногда, что папа не дал ей закончить медицинский техникум и засадил основательно на всю жизнь дома, переживала об этом. Но у неё была другая стезя, другая миссия — она была женой коллекционера и поддерживала своего мужа. Она беспрекословно выполняла то, о чем он её просил. Доходило до того, что когда ему нужно было расплачиваться за какую-нибудь картину, а денег не было, он говорил: «Зина, снимай шубу». Сколько раз так было, что он привозил ей из-за границы шубу и через какое-то время эту шубу забирал, «конфисковывал» для новых художественных приобретений, в том числе и картин молодых авторов, которых впоследствии прозвали нонконформистами.
- Дети:
  - Костаки (Дымова), Инна Георгиевна
  - Костаки, Алики Георгиевна (р. 1939) — греческий галерист, искусствовед. Член совета директоров Музея современного искусства в Салониках[11].
  - Костаки, Наталья Георгиевна — греческий и российский художник.
  - Костакис, Александр Георгиевич
- Внуки:
  - Страментова-Костаки, Катерина (дочь Алики Костаки) — греческий дизайнер, антиквар[11].
  - Денис Александрович Костакис (сын Александра)
  - Елена Ильинична Дымова (дочь Инны)
  - Георгий Валерьевич Нечаев (сын Натальи)
  - Дария Владимировна Зажирей (дочь Натальи)
  - Дмитрий Владимирович Зажирей (сын Натальи)
  - Зинаида Владимировна Зажирей (дочь Натальи)

## Коллекция русского авангарда

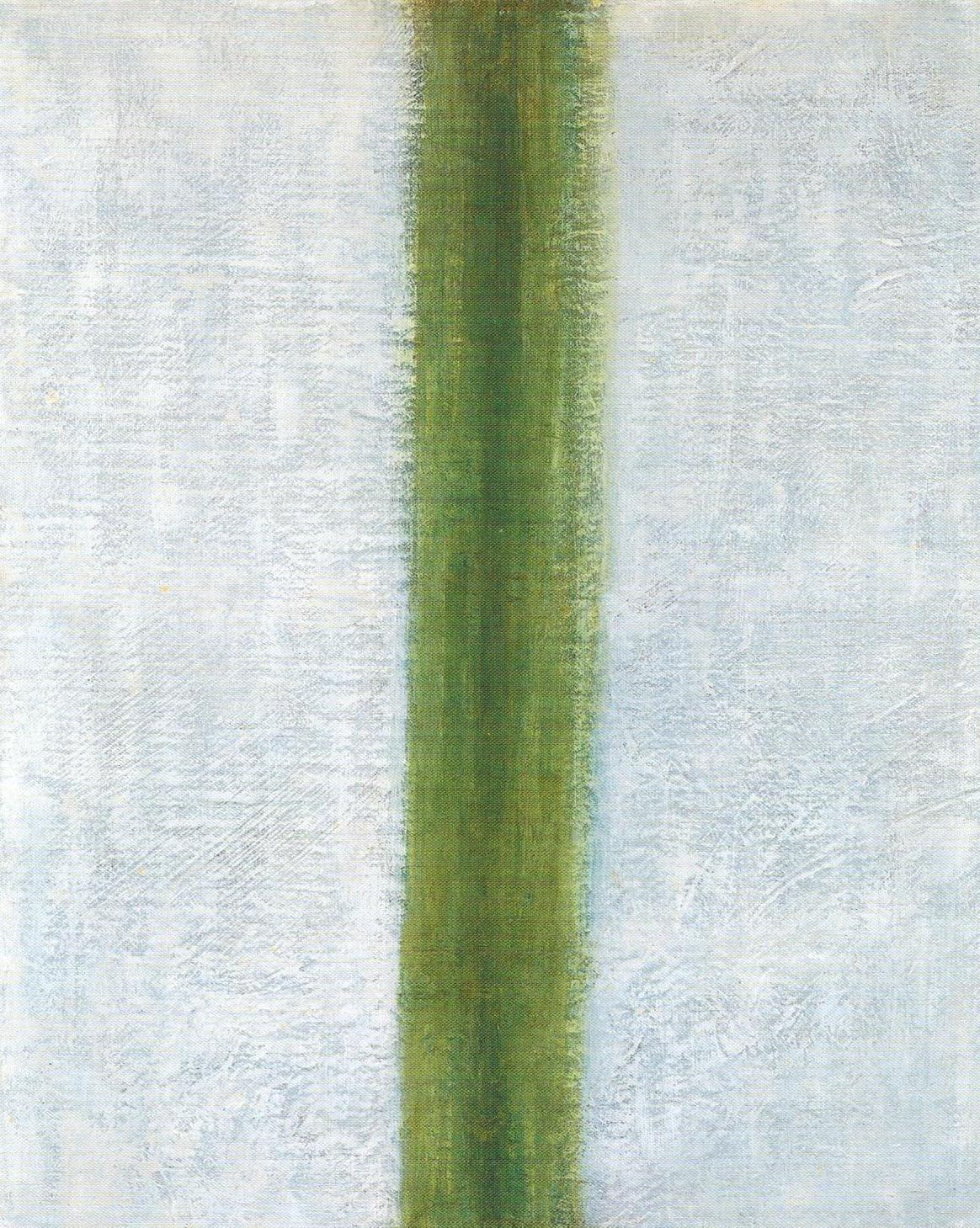
«Зелёная полоса» Ольги Розановой, с которой якобы началась коллекция Костаки, была подделкой

На обороте картины Климента Редько «Восстание» (1925), купленной у вдовы художника Татьяны Фёдоровны Редько, Костаки незадолго до передачи картины Третьяковской галерее написал: «Картина века, самое великое произведение революционной России. Георгий Костаки. Москва, 14 апреля 77 года».
Коллекция включала живопись и графику представителей русского и советского авангарда: Поповой, Родченко, Малевича, Шагала, Кандинского, Клюна, Клуциса, Древина, Редько, Татлина, Пуни, Эндеров, Матюшина, Чашника, Эль Лисицкого, Анатолия Зверева, Дмитрия Краснопевцева, Лидии Мастерковой.

## Коллекция русских икон
Большой вклад в нынешнюю экспозицию внес художник-антиквар Шитиков Евгений Петрович, который на протяжении многих лет пополнял коллекцию Костаки. Пополнение коллекции происходило не на платной основе — целью антикваров была сохранность русской темперной живописи — благодаря этому многие бесценные иконы сохранены в идеальном состоянии и представляются на многих выставках мира.

## Коллекция нонконформистов
По правде сказать, вести три линии — авангард, икону и молодых художников — финансово было трудновато. <…> В 50-е годы была сравнительно небольшая группа — 10—12 человек — людей очень талантливых: Рабин, Краснопевцев, Плавинский, Вейсберг и многие другие. На протяжении ряда лет каждый год я покупал по одной, по две вещи у каждого из этих художников. Многие мне дарили свои работы. Так составилась коллекция.

## Иконография (живопись)
- 1956 — Анатолий Зверев[13].
- 1970—1971 — Отари Кандауров. Холст, масло, 80×82[14].
- 1976 — Анатолий Зверев[15].